# Basilica di Maria Santissima Annunziata
La basilica di Maria Santissima Annunziata è una delle chiese principali di Comiso. Ha la dignità di basilica minore.

## Storia
L'attuale chiesa sorse sui resti dell'antica chiesa di San Nicola di Mira, sicuramente anteriore al 1125, anno in cui ne è attestata l'esistenza da parte di un certo Riccardo Bubly. Ma già nel 1557 il culto della Santa Vergine Annunziata venne affiancato a quello del santo titolare. Il terremoto del 1693 danneggiò gran parte della chiesa, tanto che si cominciò a pensare alla sua ricostruzione ex novo. L'incarico della progettazione fu affidato all'architetto palermitano Giovan Battista Cascione Vaccarini, nipote del più famoso G. B. Vaccarini e nel 1772 furono iniziati i lavori del nuovo tempio.
I lavori si protrassero per molti anni, mirabilmente sostenuti dalla inesauribile generosità di Gabriele Distabile, dal clero e da tutto il popolo per poi arrestarsi nel 1793, senza che la chiesa fosse completata.
Nella seconda metà del XIX secolo fu innalzata l'imponente cupola, completata nel 1885, mentre nel 1896 si eresse uno dei due campanili previsti dal Cascione Vaccarini seguendo i disegni originali dell'architetto palermitano.

## Descrizione

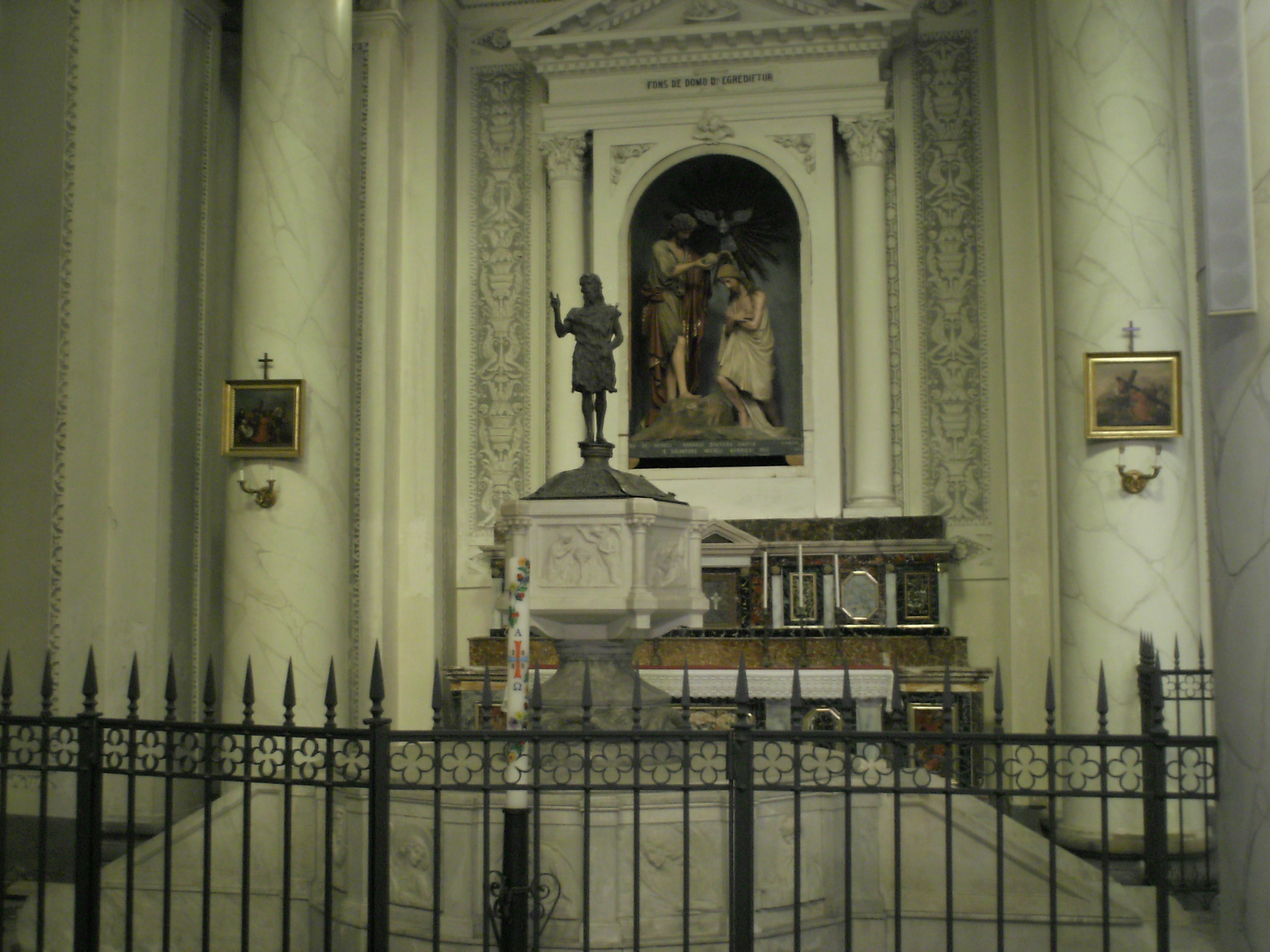
Battistero, opera di Mario Rutelli

La chiesa dell'Annunziata misura 55,90 x 32,45 m., è a tre navate con volta a botte sorretta da dieci grandi archi a tutto sesto poggianti su svelte colonne cilindriche. La sua pianta è a croce latina, sulla cui crociera si erge la maestosa cupola.
All'interno diverse opere accrescono il decoro della chiesa:
- una pregevole tela raffigurante l'Assunzione di Maria, firmata Narcisus Guidonius del 1605;
- una cinquecentesca statua lignea di San Nicola, proveniente dall'antica chiesetta omonima;
- un magnifico Crocifisso ligneo del XVIII secolo, opera di fra' Umile da Petralia;
- il battistero in marmo bianco e bronzo opera di Mario Rutelli completata nel 1912 e inaugurata il 15 agosto 1913;
- un grande organo pneumatico-tubolare del 1922 realizzato dai fratelli Polizzi di Modica;
- due tele di Salvatore Fiume raffiguranti La Natività e La Resurrezione che ornano l'abside centrale.
- 1862, Taledda o tela della Passione raffigurante la Crocifissione di Cristo, dimensioni 19 metri altezza per 7 metri di larghezza, opera di Pietro Quintavalle.